# Англо-съветско споразумение
Англо-съветското споразумение е военен съюз, сключен на 12 юли 1941 година между Великобритания и Съветския съюз.
Споразумението е подписано седмици след нападението на Германия срещу Съветския съюз и представлява формално присъединяване на Съветския съюз към Съюзниците във Втората световна война. То е подписано в Москва от съветския външен министър Вячеслав Молотов и британския посланик Стафорд Крипс. Месец по-късно двете страни окупират Иран, за да подсигурят Персийския коридор за доставки от западните Съюзници към Съветския съюз.
През пролетта на 1942 година Англо-съветското споразумение е заменено от по-подробния Англо-съветски договор.